# أليكا هاموند
أليكا هاموند (بالدنماركية: Aleqa Hammond)، رئيسة وزراء جرينلاند من مارس سنة 2013 حتى 30 سبتمبر 2014. وهي أول امرأة تشغل هذا المنصب وهي من مواليد 23 سبتمبر 1965 وهي تنتمي إلى حزب حزب السيوموت Siumut ومعناه «إلى الأمام» وهو حزب انفصالي معاد للدنمارك وكانت وزيرة للعدل وشؤون الأسرة قبل 2005 خلال رئاسة هانس إنوكسن.

## روابط خارجية
- أليكا هاموند على موقع الموسوعة البريطانية (الإنجليزية)
- أليكا هاموند على موقع مونزينجر (الألمانية)